# Moszczenica (stacja kolejowa)
Moszczenica – stacja kolejowa w Moszczenicy, w województwie łódzkim, w Polsce.

## Ruch pasażerski[1]
| Rok  | Wymiana pasażerska na dobę |
| ---- | -------------------------- |
| 2017 | 20-49                      |
| 2018 | 20-49                      |
| 2019 | 20-49                      |
| 2020 | 50-99                      |
| 2021 | 100-149                    |
| 2022 | 150-199                    |
| 2023 | 200-299                    |
| 2024 | 200-299                    |

## Połączenia
- Częstochowa
- Koluszki
- Łódź
- Piotrków Trybunalski
- Radomsko